# 皮斯河
皮斯河（Peace River）位于加拿大不列颠哥伦比亚省和艾伯塔省，起于芬利河河口，最终注入奴河，全长1923公里。
皮斯河被认为是马更些河水系的正源。以皮斯河的支流芬利河起算，马更些河是世界第十三长河流，排名次于湄公河，位列尼日尔河之前。